# Kanton Aubagne
Aubagne is een kanton van het Franse departement Bouches-du-Rhône. Het kanton maakt deel uit van het arrondissement Marseille. In 2018 telde het 62.512 inwoners.

Het kanton werd gevormd ingevolge het decreet van 27 februari 2014 met uitwerking op 22 maart 2015, met Aubagne als hoofdplaats.

## Gemeenten
Het kanton omvat volgende gemeenten :
- Aubagne
- La Penne-sur-Huveaune
- Roquevaire